# Tadarida brachyptera
Tadarida brachyptera — вид кажанів родини молосових.

## Середовище проживання
Країни поширення: Камерун, Центрально-Африканська Республіка, Конго, Демократична Республіка Конго, Кот-д'Івуар, Екваторіальна Гвінея, Габон, Гана, Гвінея, Кенія, Ліберія, Мозамбік, Нігерія, Сьєрра-Леоне, Танзанія, Того. Цей вид мабуть, пов'язаний з тропічними лісами низовини.

## Стиль життя
Лаштує сідала в деревах, будівлях.